# The Peel Sessions (Extreme Noise Terror)
The Peel Sessions è il secondo album del gruppo grindcore Extreme Noise Terror, pubblicato nel 1987 dalla BBC.

## Tracce

### CD 1
1. False Profit
2. Another Nail In The Coffin
3. Use Your Mind
4. Carry On Screaming

### CD 2
1. Human Error
2. Conned Through Life
3. Only In It For The Music (Part 2)

## Formazione
- Dean Jones - voce
- Phil Vane - voce
- Pete Hurley - chitarra e voce
- Jerry Clay - basso e voce
- Mick Harris - batteria